# Balón de destilación

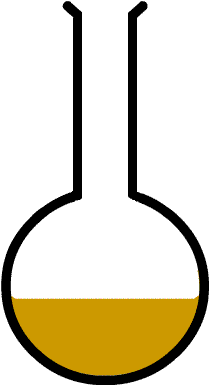
Matraz florentino.

Un balón de destilación o matraz de destilación o matraz florentino es parte del llamado material de vidrio. Es un frasco de cuello largo y cuerpo esférico. Está diseñado para el calentamiento uniforme de distintas sustancias, se produce con distintas partes de vidrio para diferentes usos. Está hecho generalmente de vidrio o plástico especial.
La mayor ventaja del balón, por encima de otros materiales de vidrio es que su base redondeada permite agitar o remover fácilmente su contenido sin poder derramar ninguna sustancia fuera de su envase por precaución. Sin embargo, esta misma característica también lo hace más susceptible a voltearse y derramarse.
A veces llevan un tubo de desprendimiento lateral, adosado al cuello del matraz, esto permite la salida de los vapores durante una destilación con dirección al condensador.

## Metodología de uso

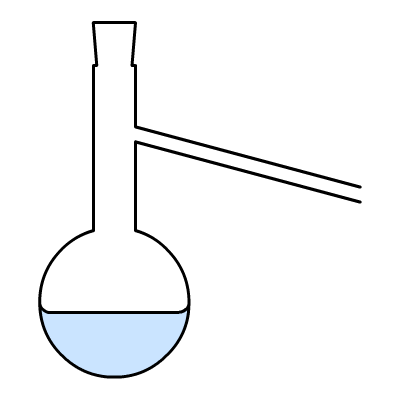
Matraz de destilación con tubo de desprendimiento lateral.

Como todo material de vidrio tiene un método específico para utilizarlo correctamente. Para anclarlo, se puede colocar un peso de plomo o metal sobre el exterior.
Al calentarlo, suele colocarse sobre un aro, a su vez, está aferrado por medio de una doble nuez o alguna agarradera similar. El aro lo mantiene sobre un mechero Bunsen para que la llama del mechero lo caliente. Cuando se arma el aparato de esta manera, suele colocarse una malla de alambre de gauze entre el balón y el aro o anillo de metal.
Como método alterno de armar el aparato, puede aferrarse el balón directamente al soporte universal sosteniéndolo con una agarradera para tubos de ensayo en el cuello del balón. 
Gracias a la característica forma del matraz se evita en gran medida la pérdida del líquido por agitación o por evaporación. También es importante que al disponer de un cuello estrecho es posible taparlo con un tapón esmerilado, o con algodón hidrófobo.
Es empleado en lugar del clásico vaso de precipitados cuando contienen un medio líquido que debe ser agitado constantemente (como en el caso de las titulaciones) sin riesgo de que se derrame su contenido, o cuando se debe trabajar con reacciones químicas violentas.
Suele utilizarse para calentar sustancias a temperaturas altas; para temperaturas menores se usa el matraz de Erlenmeyer.
En biología se lo emplea para la preparación de caldos de cultivo debido a que, entre otros motivos, puede taparse fácilmente con un tapón de algodón hidrófobo.
- Datos: Q911490
- Multimedia: Round-bottom flasks / Q911490